# Duran Sartre de Paernas
Duran Sartre de Paernas o Carpentras o Pernes, identificato in Peire Duran (de Velorgues), italianizzato in Durante Sarto di Paernas o Durante Sartore di Puernat (fl. XIII secolo) è stato un trovatore occitano del XIII secolo originario possibilmente di Pernes (Vaucluse), nei pressi di Carpentras.
Duran Sartre si schierò con i signori del Mezzogiorno che si opponevano al re di Francia.